# Hammarsjön, Medelpad
Hammarsjön är en sjö i Sundsvalls kommun i Medelpad och ingår i Ljungans huvudavrinningsområde. Sjön har en area på 0,21 kvadratkilometer och ligger 301,1 meter över havet.

## Delavrinningsområde
Hammarsjön ingår i det delavrinningsområde (693222-154326) som SMHI kallar för Utloppet av Lycksjön. Medelhöjden är 319 meter över havet och ytan är 9,06 kvadratkilometer. Räknas de 8 avrinningsområdena uppströms in blir den ackumulerade arean 37,5 kvadratkilometer. Hemgravsån (Lycksjöån) som avvattnar avrinningsområdet har biflödesordning 2, vilket innebär att vattnet flödar genom totalt 2 vattendrag innan det når havet efter 59 kilometer. Avrinningsområdet består mestadels av skog (79 procent). Avrinningsområdet har 1,04 kvadratkilometer vattenytor vilket ger det en sjöprocent på 11,4 procent.